# Benedikt Wurzelbauer

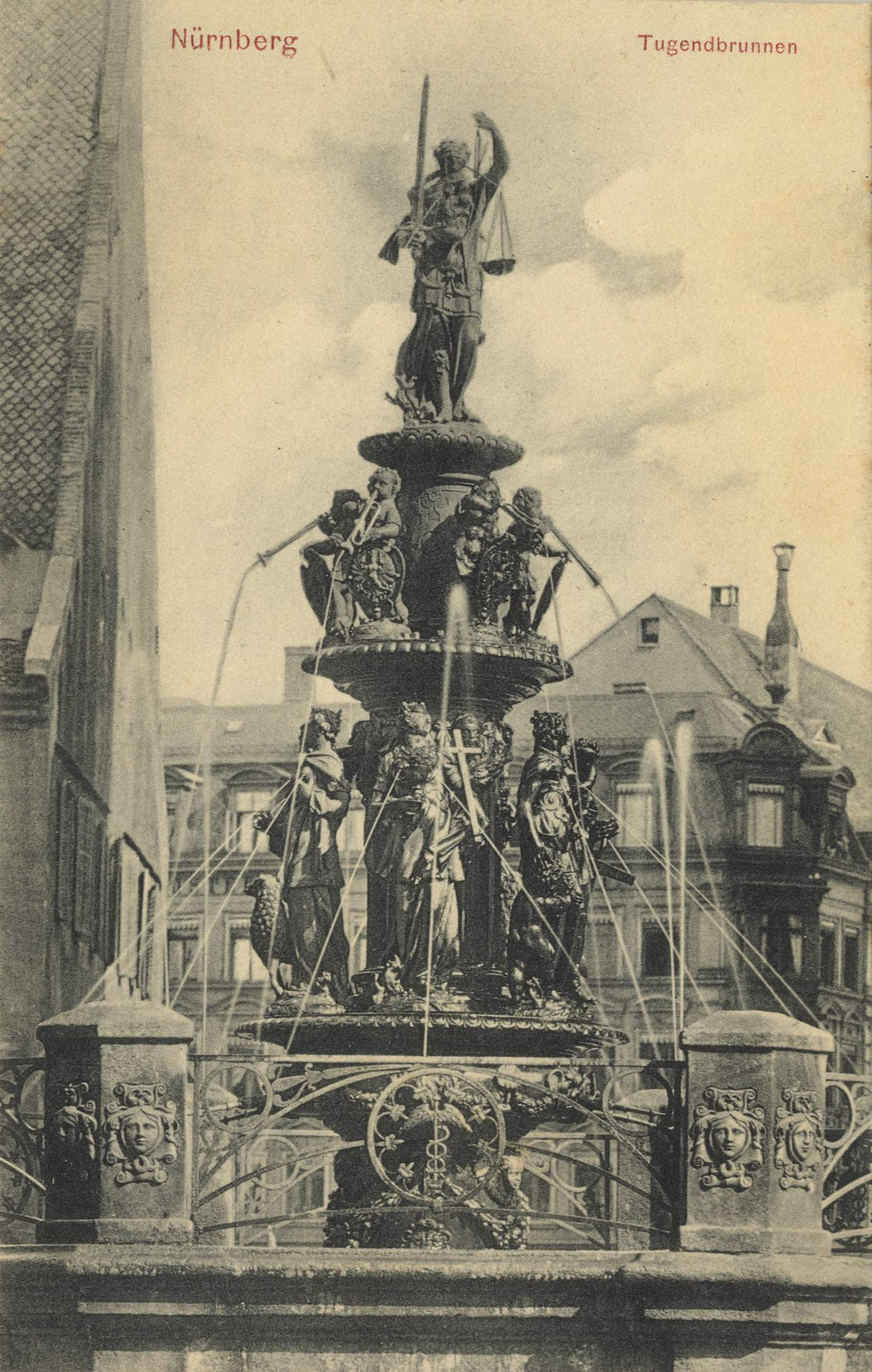
Tugendbrunnen auf einer alten Ansichtskarte

Benedikt Wurzelbauer (* 25. September 1548 in Nürnberg; † 2. Oktober 1620 ebenda) war ein deutscher Bildhauer und Erzgießer der Spätrenaissance in Nürnberg.

## Biographie
Wurzelbauer, der bei seinem Onkel Georg Labenwolf den Beruf des Bildhauers und Erzgießers erlernte, ist bekannt durch sein Schaffen von Brunnen. Er gestaltete und goss den Tugendbrunnen in Nürnberg von 1585 bis 1589 mit der plastisch gestalteten Brunnensäule als sein frühestes Werk. Des Weiteren stammen von ihm der Venusbrunnen in Prag in den Jahren 1599 bis 1600 und der Brunnen von Durlach (1603), der nicht mehr erhalten ist.
Er schuf auch Kleinbronzen wie beispielsweise die Abundantia, die Göttinnen beim Urteil des Paris, des Weiteren Buchsbaumstatuen und Epitaphien aus Bronze.
Benedikt Wurzelbauer war ein bedeutender Erzgießer der deutschen Spätrenaissance, der unter dem niederländischen Einfluss Kunstwerke schuf.
Sein Grab befindet sich auf dem Johannisfriedhof (Nürnberg) (ehemals Grab Nr. 129).